# Adrénoleucodystrophie liée à l'X
Pour les articles homonymes, voir ALD.
L'adrénoleucodystrophie liée à l'X (ALD) est une maladie qui se manifeste par une démyélinisation progressive du système nerveux central ou une insuffisance surrénale périphérique.

## Physiopathologie
La mutation du gène ABCD1 (en) 300371 localisé sur le chromosome X entraînant un déficit de la bêta-oxydation dans le péroxysome avec accumulation d'acides gras à très longue chaîne (augmentation de l'acide cérotique saturé, C26:0) dans tous les tissus du corps, fut identifiée en 1993 par les professeurs Patrick Aubourg (responsable de l'unité de Neurologie Pédiatrique et directeur de l'unité Inserm U 745 à l'hôpital Saint-Vincent-de-Paul ; Paris) et Jean-Louis Mandel (à l'époque membre du laboratoire de génétique humaine, faculté de médecine de Strasbourg, Université Louis-Pasteur).
Il existe une apoptose de la microglie. L'expression de la TNF alpha semble être augmentée au niveau des astrocytes suggérant un rôle de l'inflammation.

## Formes cliniques
Il existe trois phénotypes de l'adrénoleucodystrophie liée à l'X :
- la forme cérébrale infantile se manifeste entre 4 et 8 ans. Les premiers signes sont des signes déficitaires: diminution progressive de l'audition, de la vision, diminution des fonctions cognitives et motrices aboutissant en moins de deux ans à une infirmité totale ;
- le deuxième type ou adrénomyéloneuropathie (AMN) commence vers 20 ans par une paraparésie progressive, des troubles sphinctériens, et une diminution variable de la vision et de l'audition. La maladie s'aggrave durant des années ;
- le dernier phénotype est une insuffisance surrénalienne apparaissant entre 2 et 20 ans, mais le plus habituellement vers l'âge de 7 ans sans aucun signe neurologique. Une adrénomyéloneuropathie survient tardivement secondairement.

Les femmes porteuses peuvent développer une adrénomyéloneuropathie dans 80 % des cas avec des lésions plus ou moins sévères des fonctions motrices. Les recherches à ce jour sont peu nombreuses concernant cette forme d'adrénomyloneuropathie.

## Diagnostic
La concentration plasmatique des acides gras à très longues chaînes est élevée chez plus de 99 % des individus atteints avec ou sans symptôme. Cette exploration très spécialisée n'est effectuée que dans quelques laboratoires dans le monde. Cet examen est positif chez 85 % des porteuses.
Le diagnostic génétique des porteuses et le diagnostic prénatal sont possibles.

## Traitement
Le premier cas de traitement efficace de l'adrénoleucodystrophie liée à l'X (ALD) a été réalisé en 1988 grâce à une greffe de moelle osseuse. Ce traitement a depuis permis de stopper l'évolution de la maladie et même un rétablissement de tout ou partie des fonctions dégradées, chez plus de 250 patients. Ce traitement n'est toutefois efficace que s'il est réalisé à des stades précoces de la maladie, et le risque de rejet, ainsi que le manque de donneurs restent encore des facteurs limitants importants.
En octobre 2007, les premiers résultats de traitement de l'ALD par thérapie génique sur deux enfants de 7 ans sont décrits. Le traitement consistant en une autogreffe de cellules souches hématopoïétiques, après leur avoir inséré in vitro, une version non mutée du gène ALD, grâce à une première mondiale utilisant un vecteur issu du virus VIH modifié (lentivirus). Respectivement 6 mois et un an après la réinjection des cellules « corrigées », la protéine manquante s'exprimait à nouveau normalement dans un nombre important de cellules du sang et les patients ne présentaient aucun effet secondaire. Cette technique a été testée sur d'autres patients avec un recul dépassant quatre ans et avec un bon résultat.
L'huile de Lorenzo a bénéficié d'une grande médiatisation, en particulier grâce au film qui relate de manière romancée sa découverte. Cette huile a été créée par les parents, Augusto et Michaela Odone, d'un garçon atteint par la maladie. Ceux-ci, bien que n'appartenant pas au corps médical, ont rassemblé le premier congrès international sur la maladie, conduisant à la découverte de leur huile en 1986. Son efficacité curative n'est cependant pas démontrée. Elle semble, par contre, diminuer substantiellement le risque de voir apparaître les signes de la maladie chez l'enfant porteur de l'anomalie génétique.
En 2009 naît un mélange de deuxième génération, l'Adrenomix, qui ajoute au mélange de trioléate de glycérol (GTO) et de triéruçate de glycérol (GTE), de l'acide linoléique conjugué (CLA), un groupe d'isomères d'acide linoléique capable de traverser la barrière hémato-encéphalique.
Le CLA, par l'activation de l'oxydation des peroxysomes bêta, stimule le catabolisme des molécules pro-inflammatoires et des ROS (radicaux libres), en qualité d'anti-inflammatoire et d'anti-oxydant.
Un groupe de chercheurs italiens de Ospedale Pediatrico Bambino Gesù à Rome a montré que l'administration d' Adrenomix (GTO + GTE + CLA), en plus de réduire les niveaux d'acides gras à très longues chaînes dans tout le corps, réduit l'inflammation neuronale et améliore le potentiel évoqué somatosensoriel, inchangé ou empiré avec l'administration unique de GTO et GTE .

## Aldixyl
En 2016, sur la base des études développées au cours des dernières années dans l'adrénoleucodystrophie (ALD) et dans l'adrénomyéloneuropathie (AMN), naît un mélange de troisième génération de GTO + GTE + CLA, auquel a été rajouté un cocktail d'antioxydants puissants à des doses élevées contenant de l'acide alpha-lipoïque (ALA), du L-glutathion réduit et de la vitamine E (Alpha Tocophérol).
Les chercheurs du laboratoire des maladies neurométaboliques (Idibell, hôpital Duran i Reynals) de Barcelone, Espagne, ont montré que l'administration précoce d'un cocktail d'antioxydants puissants, capables de franchir la barrière hémato-encéphalique et donc de mener à bien ses activités au niveau de SNC (système nerveux central), prévient le stress oxydatif typique de la maladie qui se produit sur la dysfonction axonale initiale et s'ensuit des dommages locomoteurs.
Ce nouveau mélange, contrairement à ce qui est arrivé avec l'administration unique de GTO et GTE, peu accumulé au niveau du système nerveux, augmente l'activité anti-inflammatoire et réduit les niveaux d'acides gras à très longues chaînes dans le système nerveux central combinant les activités de synergie de ses composants. En particulier, la CLA, en plus de franchir la barrière hémato-encéphalique et d'agir au niveau du système nerveux central, le CLA stimule le métabolisme des acides gras à très longues chaînes , est donc en mesure d'influencer le catabolisme eicosanoïdes pro inflammatoires des produits de peroxydation lipidique. En ce sens, l'activité anti-inflammatoire de l'ALA, du L-glutathion réduit et de la vitamine E est renforcée au niveau de l'ensemble du système nerveux central, et non seulement au niveau du système nerveux périphérique comme dans le passé.
L'utilisation de cocktails antioxydants est efficace car ils neutralisent les radicaux libres qui sinon attireraient les cellules immunitaires. Les radicaux libres agissent comme des panneaux indicateurs servant à guider les cellules immunitaires vers une lésion infectée. Sans radicaux libres, pas de réaction immunitaire. Toutes les maladies auto-immunes sont sensibles aux antioxydants.

## Sources
(it) Cet article est partiellement ou en totalité issu de la page de Wikipédia en italien intitulée « Adrenoleucodistrofia » (voir la liste des auteurs).
- (fr) Site en français de renseignement sur les maladies rares et les médicaments orphelins
- (en) Online Mendelian Inheritance in Man, OMIM (TM). Johns Hopkins University, Baltimore, MD. MIM Number: 300100 ncbi.nlm.nih.gov
- (en) Hugo W Moser, Ann B Moser, Steven J Steinberg, X-Linked Adrenoleukodystrophy In GeneTests: Medical Genetics Information Resource (database online). Copyright, University of Washington, Seattle. 1993-2005 genetests.org
- (fr) ist.inserm.fr

## Associations de malades
ELA, Association Européenne contre les Leucodystrophies